# Hommarting
 Hommarting  es una comuna      y población de Francia, en la región de Lorena, departamento de Mosela, en el distrito y cantón de Sarrebourg.
Su población en el censo de 1999 era de 663 habitantes.
Está integrada en la Communauté de communes de l'agglomération de Sarrebourg .

## Demografía
| 547 | 548 | 611 | 653 | 680 | 663 |
| Para los censos de 1962 a 1999 la población legal corresponde a la población sin duplicidades (Fuente: INSEE [Consultar]) |     |     |     |     |     |